# Etgar Keret
Etgar Keret (hebreo: אתגר קרת; Ramat Gan, 20 de agosto de 1967) es un escritor de cuentos cortos, guionista de televisión y director de cine israelí, considerado el máximo exponente de la narrativa moderna en hebreo, por su empleo del lenguaje corriente para contar historias donde la vida cotidiana, el humor negro, el surrealismo, lo grotesco y lo pueril forman parte de un mismo universo.
Sus cuentos, consumidos masivamente en Israel por un público mayoritariamente adolescente, se han traducido a más de diez idiomas. En tanto, su carrera cinematográfica es muy promisoria.

## Biografía
Keret nació en Ramat Gan, Israel en 1967, de raíces polacas. Es el tercer hijo de unos padres sobrevivientes al holocausto. Vive en Tel Aviv con su esposa, Shira Geffen, y su hijo, Lev. Es profesor en la Universidad Ben-Gurión del Néguev en Beerseba, y la Universidad de Tel Aviv.

## Carrera literaria
Inició su carrera literaria al publicar Tzinorot (Tuberías, 1992), una colección de cuentos cortos que pasó desapercibida.
En 1993 ganó el primer premio en el Festival Alternativo de Acre por Entebbe: El Musical, que escribió al alimón con Jonathan Bar Giora. Su segundo libro, Ga'aguai Le'Kissinger (Extrañando a Kissinger, 1994), formado por cincuenta cuentos muy cortos, fue más exitoso y cobró notoriedad pública.
Keret es también conocido por sus colaboraciones con numerosos artistas gráficos. En 1999 cinco de sus cuentos fueron traducidos al inglés y adaptados como "novelas gráficas", con el título Jetlag. Su novela corta Pizzería Kamikaze fue adaptada a novela gráfica con las ilustraciones a cargo de Asaf Hanuka.
Keret en México
La presencia literaria en México del escritor ha obligado su visita en dos ocasiones a la famosa Feria Internacional del Libro de Guadalajara, permitiendo la charla con jóvenes y adultos en torno al estilo de sus relatos y su visión ante la vida. En una charla en 2012 dio a conocer su opinión sobre el sentido del humor "americano", y como disfruta los "finales felices".

## Cine
En cuanto a su experiencia audiovisual, ha colaborado en numerosos guiones para televisión y cine. El primer largometraje que dirigió, Malka Lev Adom (Malka corazón rojo, 1996) obtuvo el máximo galardón de la Academia de Cine Israelí (equivalente al Oscar a la mejor película) y ganó el Festival Internacional de Academias de Cine en Múnich, Alemania. Además, fue aclamada en diversos festivales de todo el mundo.
No obstante, su mayor consagración hasta el momento se dio en 2007, cuando ganó el premio Cámara de Oro a la Mejor Opera Prima en el Festival de Cannes por Meduzot (Medusas).
Como escritor de guiones se encuentran:
- $9.99
- Wristcutters: A Love Story
- Aball'e (TV movie)
- Mashehu Totali (aka Total Love)
- Ha-Hamishia Hakamerit (TV series)

## Obras
Ha publicado cinco libros de relatos, cinco libros infantiles, una novela, tres cómics y un libro de crónicas, todos ellos best seller en Israel. Su obra ha sido traducida a dieciséis idiomas y ha merecido diversos premios literarios. En sus relatos se han basado numerosos cortometrajes, e incluso uno de ellos ganó el American MTV Prize en 1998. Actualmente es profesor adjunto en el departamento de Cine y Televisión de la Universidad de Tel Aviv. 
Libros traducidos al español
- El conductor del autobús que quiso ser Dios: Buenos Aires / Barcelona, Emec י, 2004.
- La chica sobre la nevera: Madrid, Siruela, 2006.
- Extrañando a Kissinger: Ciudad de México, Sexto Piso, 2006.
- Pizzería Kamikaze: Madrid, Siruela, 2008; Ciudad de México, Sexto Piso, 2008.
- Un hombre sin cabeza: Madrid, Siruela, 2011; Ciudad de México, Sexto Piso, 2010.
- De repente un toquido en la puerta: Ciudad de México, Sexto Piso, 2012.
- Los siete años de abundancia: Ciudad de México, Sexto Piso, 2013.
- Tuberías, Siruela, 2016; Sexto Piso, 2017.
- La penúltima vez que fui hombre bala: Ciudad de México, Sexto Piso, 2020.
- Avería en los confines de la galaxia. Madrid: Siruela,  2020.

Libros para niños editados en México
- Papá escapó con el circo: México, Fondo de Cultura Económica, (2004)
- Noche sin luna: México, Fondo de Cultura Económica, 2009.
- Cachorro peludo de niño/gato: PRH, 2012
- Romper el cerdito: Ciudad de México, Sexto Piso, 2016.